# Cornelia Grolimund
Cornelia Grolimund (* 16. Juni 1967) ist eine Schweizer Sängerin und Schauspielerin.

## Leben und Wirken
Sie wurde im Jahr 1995 bekannt, als sie mit einer von Bruno Stettler produzierten Coverversion des France-Gall-Klassikers Poupée de cire, poupée de son in die Charts kam. Das Puppenhaus hielt sich 9 Wochen mit Höchststand auf Platz 27 und es wurde ein Album produziert. 1996 folgte dann Ufo, das auch von Stettler produziert wurde und wiederum in die Charts kam. Wabba Dubba aus dem Jahr 1997 konnte nicht mehr denselben Erfolg erzielen.
Daneben war Cornelia Grolimund in verschiedenen Produktionen als Schauspielerin tätig, unter anderem in Filmen von Dieter Meier.